# Badel
Badel è una frazione (Ortsteil) del comune tedesco di Kalbe (Milde), situato nel circondario di Altmark Salzwedel, nel land della Sassonia-Anhalt.
Fino al 31 dicembre 2010 Badel era un comune autonomo.